# Heritiera parvifolia
Heritiera parvifolia é uma espécie de angiospérmica da família Sterculiaceae.
Apenas pode ser encontrada no seguinte país: China.
Está ameaçada por perda de habitat.